# Gefecht bei Koßdorf
Pirna – Lobositz – Prag – Gabel – Kolin – Groß-Jägersdorf – Moys – Roßbach – Breslau – Leuthen – Domstadtl – Olmütz – Neisse – Zorndorf – Hochkirch – Himmelreich – Kay – Kunersdorf – Hoyerswerda – Maxen – Koßdorf – Landeshut – Liegnitz – Oschatz – Berlin – Wittenberg – Torgau – Döbeln – Burkersdorf – Reichenbach – Freiberg
Das Gefecht bei Koßdorf war ein militärischer Konflikt während des Siebenjährigen Krieges.

## Verlauf
Am 20. Februar 1760 wurden die preußischen Truppen, die unter dem General Ernst Heinrich von Czettritz im Dorf Koßdorf bei Mühlberg an der Elbe lagerten, von den Österreichern unter General Freiherr Philipp Levin von Beck überfallen. Am Abend des 20. Februar 1760 rückten etwa 2000 Mann Kroatische Kavallerie von Großenhayn aus und gegen die Preußen vor. Ein Vorposten wurde überrannt, aber die Wache bei Burxdorf bemerkte die anrückenden Österreicher und wehrte sich. Der Lärm alarmierte die Truppen in Koßdorf unter General Czettritz. Der General hatte aber das Pech, mit dem Pferd zu stürzen und in Gefangenschaft zu geraten. Sein Vertreter Levin August von Dingelstädt (Kommandeur des Husarenregiments von Puttkammer) rief die in Blumberg stationierten Kürassiere zur Hilfe. Die Kürassiere unter Kurt Friedrich von Flanß verhinderten durch Geistesgegenwart und mutiges Aushalten mit zwei Schwadronen aus dem Regiment Nr. 4 (Schmettau) bis zur Sammlung der andern Truppen bei Koßdorf weitere Verluste und warfen, nachdem er Verstärkung erhalten hatte, den Feind zurück.
Insgesamt wurden 70 Österreicher gefangen genommen. Die preußischen Verluste waren sieben Offiziere und 275 Soldaten.
Eine besondere Beute war das Gepäck des Generals von Czettritz. Dort fanden die Österreicher das Buch Die General-Prinzipa vom Krieg. Dabei handelte es sich um geheime Anleitungen von Friedrich II. für seine Generale. Das Buch wurde daraufhin 1761 in Österreich veröffentlicht.

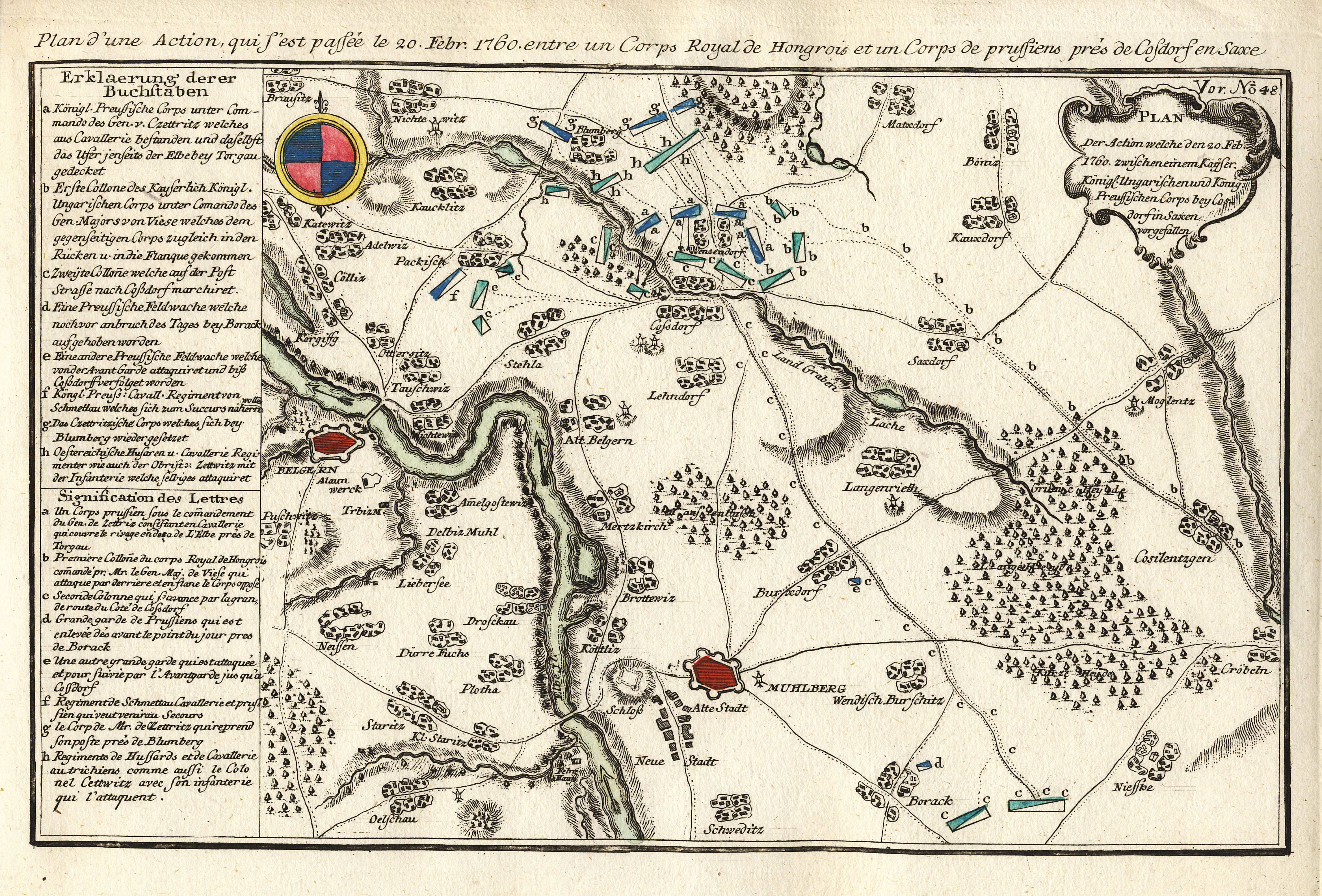
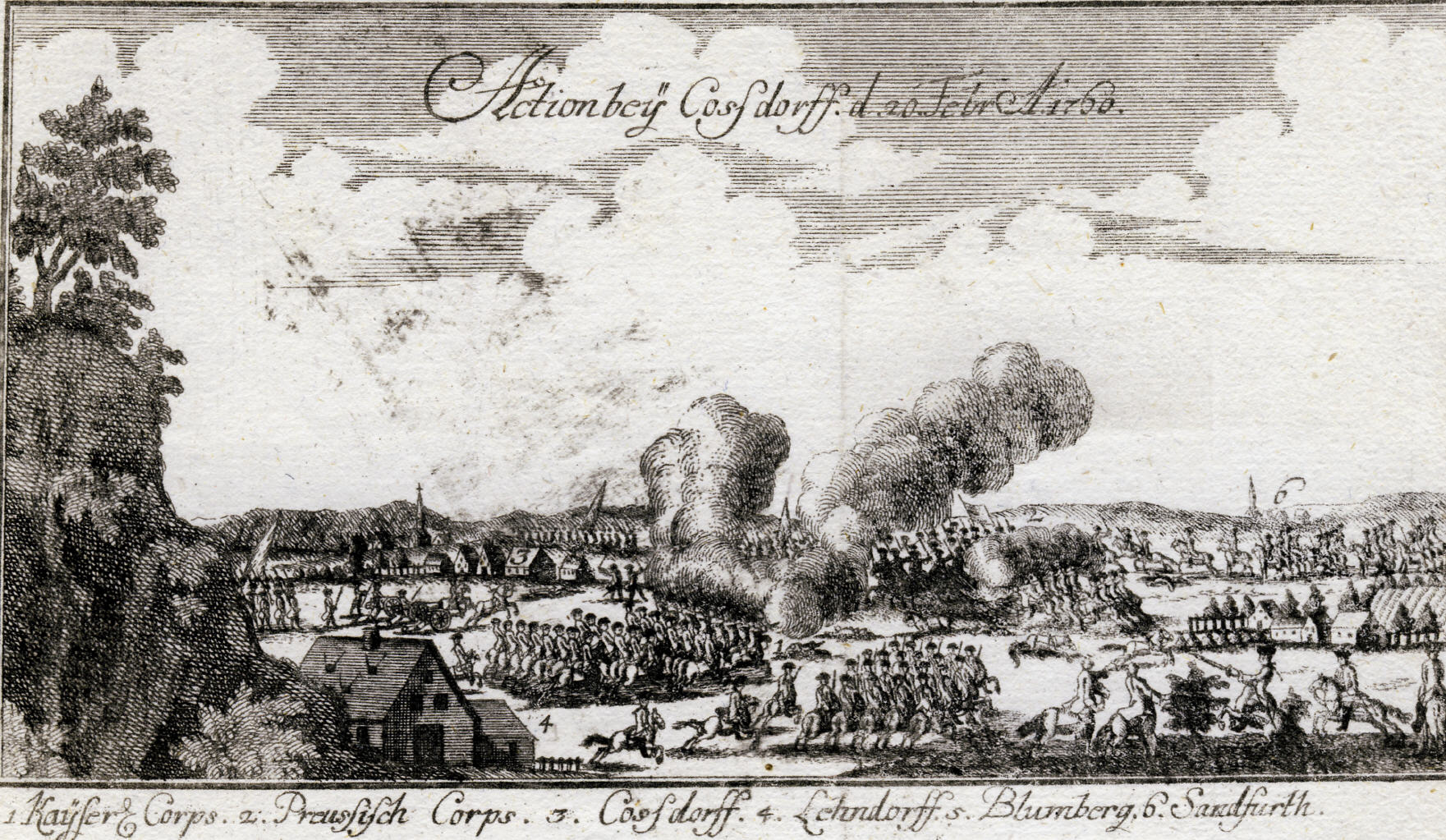